# Malajiska arkipelagen

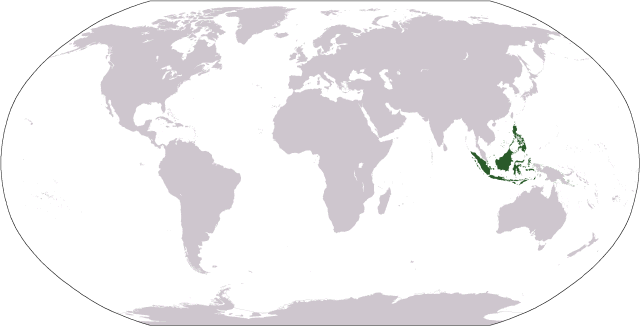
Malajiska arkipelagen

Malajiska arkipelagen (även Malajiska öarna) omfattar i princip hela den sydostasiatiska övärlden, mellan Australien och det asiatiska fastlandet.  I arkipelagen finns åtminstone 20 000 öar. Indonesien, Filippinerna, Östtimor, Singapore och Brunei har hela sitt territorium på arkipelagens öar, liksom stora delar av Malaysia och Papua Nya Guinea.
I ögruppen ligger några av världens största öar: Nya Guinea, Borneo, Sumatra, Sulawesi, Java och Luzon.

## Namn
I svensk skrift har övärlden varit känd under olika benämningar. Dessa inkluderar:
- Austral-Asien (Australasien)
- Indiska arkipelagen
- Malajiska arkipelagen[2]
- Malajiska öarna[3]
- Ostindiska arkipelagen
- Sydöstasiens övärld[4]

Arkipelagen innehåller flera underarkipelager:
- Sundaöarna
  - Stora Sundaöarna
  - Små Sundaöarna
- Moluckerna
- Filippinerna